# Liste der portugiesischen Botschafter in der Sowjetunion

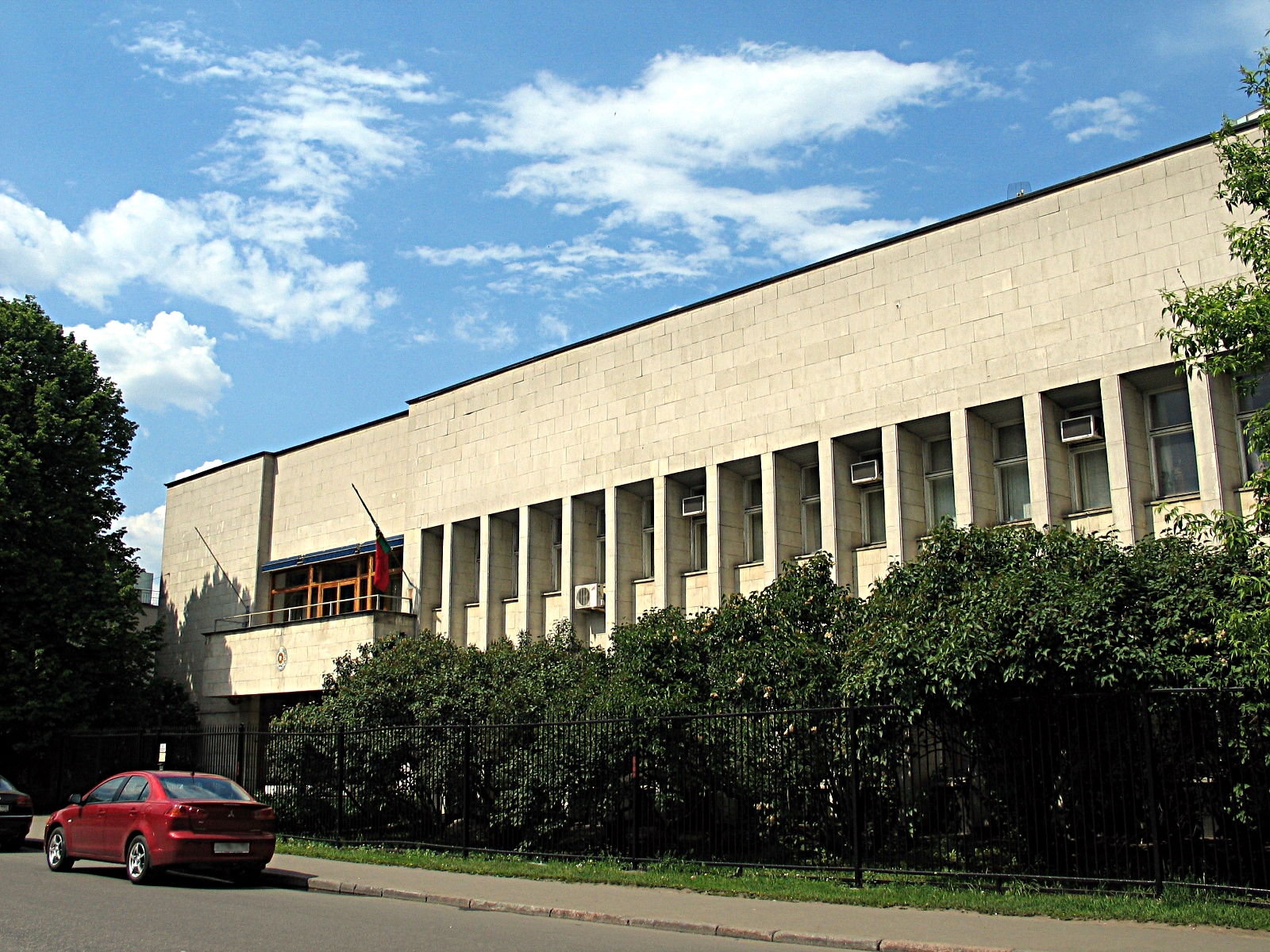
Die Botschaft Portugals in der Grokholsky-Straße in Moskau

Die Liste der portugiesischen Botschafter in der Sowjetunion listet die Botschafter der Republik Portugal in der Sowjetunion (UdSSR) auf. Die beiden Staaten unterhielten zwischen 1974 und dem Ende der UdSSR 1990 direkte diplomatische Beziehungen. Die Beziehungen gingen auf das seit 1779 bestehende portugiesisch-russische Verhältnis zurück.
1974 eröffnete Portugal seine Botschaft in Moskau, die auch nach dem Übergang der Sowjetunion zur Russischen Föderation 1990 bis heute bestehen blieb.
| Name                                               | Bild        | Amtszeit                           | Anmerkungen                                   |
| Sowjetunion                                        | Sowjetunion | Sowjetunion                        | Sowjetunion                                   |
| -------------------------------------------------- | ----------- | ---------------------------------- | --------------------------------------------- |
| Pedro Martim da Cunha Veiga Madeira de Andrade     |             | 17. Oktober 1974 –24. Oktober 1974 | Geschäftsträger                               |
| Mário Viçoso Neves                                 |             | 24. Oktober 1974 –6. Mai 1977      | Botschafter, am 28. Oktober 1974 akkreditiert |
| Fernando de Magalhães Cruz                         |             | 25. Juni 1977 –15. Oktober 1980    | Botschafter, am 7. Juli 1977 akkreditiert     |
| António Augusto de Medeiros Patrício               |             | 25. Oktober 1980 –14. März 1984    | Botschafter, am 4. November 1980 akkreditiert |
| Sérgio Alexandre Ayres Trindade de Sacadura Cabral |             | 14. April 1984 –5. September 1990  | Botschafter, am 16. Mai 1984 akkreditiert     |